# Connie Sawyer
Connie Sawyer, pseudonimo di Rosie Cohen (Pueblo, 27 novembre 1912 – Woodland Hills, 21 gennaio 2018), è stata un'attrice statunitense.
Debuttò a Broadway nel 1948 e nella sua carriera recitò in oltre 140 tra opere teatrali, televisive e cinematografiche. Apparve nei film Harry, ti presento Sally... (1989), Scemo & più scemo (1994) e Strafumati (2008).

## Filmografia parziale

### Cinema
- Un uomo da vendere (A Hole in the Head), regia di Frank Capra (1959)
- Ada Dallas (Ada), regia di Daniel Mann (1961)
- La via del West (The Way West), regia di Andrew V. McLaglen (1967)
- Il Grinta (True Grit), regia di Henry Hathaway (1969)
- Bob & Carol & Ted & Alice, regia di Paul Mazursky (1969)
- The Man in the Glass Booth, regia di Arthur Hiller (1975)
- Bentornato Dio! (Oh, God!), regia di Carl Reiner (1977)
- Gioco sleale (Foul Play), regia di Colin Higgins (1978)
- Fast Break, regia di Jack Smight (1979)
- ...e giustizia per tutti (...And Justice for All), regia di Norman Jewison (1979)
- Lontano da casa (Far from Home), regia di Meiert Avis (1989)
- Harry, ti presento Sally... (When Harry Met Sally...), regia di Rob Reiner (1989)
- Il falò delle vanità (The Bonfire of the Vanities), regia di Brian De Palma (1990)
- Scemo & più scemo (Dumb and Dumber), regia di Peter Farrelly (1994)
- Out of Sight, regia di Steven Soderbergh (1998)
- Where's Marlowe?, regia di Daniel Pyne (1998)
- Una hostess tra le nuvole (View from the Top), regia di Bruno Barreto (2003)
- Tutto può succedere - Something's Gotta Give (Something's Gotta Give), regia di Nancy Meyers (2003)
- Terra promessa (Promised Land), regia di Amos Gitai (2004)
- Relative Strangers - Aiuto! sono arrivati i miei (Relative Strangers), regia di Greg Glienna (2006)
- Strafumati (Pineapple Express), regia di David Gordon Green (2008)

### Televisione
- Bonanza – serie TV, episodio 10x20 (1969)
- Agenzia Rockford (The Rockford Files) – serie TV, episodio 4x15 (1978)
- La signora in giallo (Murder, She Wrote) – serie TV, episodi 3x03-8x08 (1986-1991)
- CSI - Scena del crimine (CSI: Crime Scene Investigation) – serie TV, episodio 9x02 (2008)
- NCIS: Los Angeles – serie TV, episodio 5x07 (2013)